# Mohamed Lamine Zemmamouche
Mohamed Lamine Zemmamouche (Mila, 19 de março de 1985) é um futebolista profissional argelino que atua como goleiro, atualmente defende o ES Sétif.

## Carreira
Zemmamouche representou o elenco da Seleção Argelina de Futebol no Campeonato Africano das Nações de 2010.

## Títulos

### USM Alger
- Algerian Cup : 2012–13
- UAFA Club Cup: 2012–13
- Algerian Super Cup: 2013
- Ligue 1: 2013-14